# さらば友よ (映画)
『さらば友よ』（さらばともよ、Adieu l'ami）は、1968年に公開されたフランス･イタリア共同製作のサスペンス映画である。
ジャン・エルマン監督の作品で、出演はアラン・ドロン、チャールズ・ブロンソンなど。フランスの小説家セバスチアン・ジャプリゾの同名小説を原作とし、本作の脚本もジャプリゾが担当している。
戦地から帰った二人の男が一緒に金庫破りをすることになり、そこに友情が生まれる。

## ストーリー
アルジェリアでの戦争を終えて復員したプロップは、軍医バランに一緒にコンゴに行こうと誘うがバランは断る。そのバランに一人の女性イザベル・モローが近づき、恋人のモーツアルトを知らないかと尋ねる。バランは知らないと答えるが彼女に付き合う。彼女は勤務先の会社で横領して手に入れた債券を金庫にこっそり戻してほしいとバランに頼み、彼は戦場でモーツアルトを敵兵と見間違って殺してしまっていた罪悪感からイザベルの依頼を引き受ける。彼はその会社の勤務医に就職し、助手として取締役の娘で医学生のドミニク・アウステルリッツがあてがわれる。
その会社にたまたま立ち寄ったプロップはバランを目撃し、不審な行動をする彼を追って週末のオフィスに入って彼を問い詰め、彼が開けようとしている金庫に大金が入っていることを知り、強引に金庫破りに加わる。二人は金庫のダイヤルをしらみ潰しに当たるため、互いに交代しながら夜を徹して取り組み、ついには開けることに成功するが、中は空っぽであり、さらには金庫室から出られなくなってしまう。二人は空腹や空気の悪さもあって取っ組み合いになるが、バランがモーツアルトへの罪悪感からこの仕事を引き受けたことを知ったプロップはバランを見直す。そして二人は壁を破って脱出に成功する。
週明けに事件が発覚すると警察はバランの行方を追い、彼を空港で捕まえようとするが、プロップがそれを妨害して代わりに捕まってしまう。プロップは取り調べを担当する刑事に賭けを持ちかけるがそれに敗れ、週末の行動を白状させられるが、かろうじて嘘を言わずに済ませ、自分はバランも金庫破りも知らないとシラを切り通す。バランはドミニクの自宅に押し入り、彼女を説得して匿ってもらう。
バランはイザベルの行方を知るため彼女を連れてオフィスに行こうとするが、実は彼女はイザベルと結託しており、バランの前に金庫を開けて大金を持ち出し、バランに罪を着せた実行犯だった。ドミニクはオフィスに行くことを予めイザベルに知らせ、イザベルはオフィスで彼を待ち受ける。一方バランはプロップの担当刑事に電話してオフィスに来るよう伝える。バランがオフィスに着くとイザベルが彼に銃を向けるが、彼は金庫の番号がドミニクのニックネームに関連していたことからイザベルとドミニクの企みに気づいていたと言う。そのやり取りを部屋の陰で聞いていた刑事が彼女らを捕まえようとし、最後にはイザベルとドミニクが射殺される。刑事はその現場にプロップも連れてきており、バランと対面させて二人の関係を明らかにしようとするが、二人は互いを知らないフリをしたまま別れるのだった。

## キャスト
| 役名                           | 俳優                     | 日本語吹替                           | 日本語吹替                                                     |
| 役名                           | 俳優                     | フジテレビ版                         | TBS版                                                          |
| ------------------------------ | ------------------------ | ------------------------------------ | -------------------------------------------------------------- |
| ディノ・バラン                 | アラン・ドロン           | 野沢那智                             | 堀勝之祐                                                       |
| フランツ・プロップ             | チャールズ・ブロンソン   | 大塚周夫                             | 森川公也                                                       |
| ドミニク・アウステリッツ       | ブリジット・フォッセー   | 岡本茉莉                             | 土井美加                                                       |
| イザベル・モロー               | オルガ・ジョルジュ・ピコ | 此島愛子                             | 高畑淳子                                                       |
| アントワーヌ・メローティス警部 | ベルナール・フレッソン   | 大宮悌二                             | 池田勝                                                         |
| カトリーヌ                     | マリアンナ・フォーク     | 弥永和子                             | 佐々木優子                                                     |
| ムラティ                       | ミシェル・バルセ         | 千田光男                             |                                                                |
| 人事部長                       | アンドレ・デュマ         | 納谷六朗                             |                                                                |
| 不明 その他                    |                          | 藤本譲 仲木隆司 吉田理保子           | 喜多川拓郎 石塚運昇 色川京子 幹本雄之 吉田美保 上田敏也 鳳芳野 |
|                                |                          |                                      |                                                                |
| 演出                           | 演出                     | 斯波重治                             | 蕨南勝之                                                       |
| 翻訳                           | 翻訳                     | 榎あきら                             | たかしまちせこ                                                 |
| 効果                           | 効果                     |                                      | 南部満治 大橋勝次                                              |
| 調整                           | 調整                     |                                      | 兼子芳博                                                       |
| 制作                           | 制作                     | オムニバスプロモーション             | ザック・プロモーション                                         |
| 解説                           | 解説                     | 高島忠夫                             |                                                                |
| 初回放送                       | 初回放送                 | 1975年1月31日 『ゴールデン洋画劇場』 | 1986年7月10日 『木曜ロードショー』 24:35-26:36                 |

※ 2015年12月18日発売の『ユニバーサル思い出の復刻版 ブルーレイ』はブルーレイ（インターナショナル・バージョン）とDVD（フランス・バージョン）の2枚組で、DVDにフジテレビ版の日本語吹き替えが収録された。また、KADOKAWAから2018年5月25日発売のブルーレイにはフジテレビ版とTBS版の両バージョンの吹替が収録されている。
※角川、アネックから販売のBDに収録されているフジテレビ版吹替音声は『ユニバーサル思い出の復刻版』DVDには収録されていた一部吹替音声が欠落している。

## 製作
- フランツ・プロップの役は当初リチャード・ウィドマークが検討されたが叶わず、ドロンは1958年の低予算映画『機関銃ケリー』に出演していたブロンソンに注目してオファーした[5]。

- ドミニク・アウステリッツの役は当初フランス・ギャルにオファーされたが、彼女がアラン・ドロンの相手役を務めることに当時の彼女のボーイフレンドが難色を示したため、彼女は出演を断った[6]。

- ブロンソンのフランス語の吹き替えは映画監督のジョン・ベリーが務めた[7]。